# برنامه ملی سامانه‌های یکپارچه فرودگاهی
برنامهٔ ملی سامانه‌های یکپارچهٔ فرودگاهی (به انگلیسی: National Plan of Integrated Airport Systems) فهرست زیرساخت‌های هوانوردی ایالات متحدهٔ آمریکا است. این برنامه به وسیلهٔ ادارهٔ هوانوردی فدرال ایالات متحده ایجاد شده و اداره می‌شود. هدف‌های این برنامه عبارتند از:
- شناسایی همهٔ فرودگاه‌هایی که از نظر زیرساختی در شبکهٔ هوانوردی ملی این کشور دارای اهمیت قابل توجهی هستند.
- توصیف وضعیت کنونی پیشرفت، تکنولوژی و تعمیرات در هر کدام از این فرودگاه‌ها.
- تخمین بودجهٔ مورد نیاز برای رساندن فرودگاه‌ها به استانداردهای طراحی، تکنولوژی و گنجایش.[۱]

- فرودگاه‌هایی که در این برنامه قرار دارند واجد شرایط دریافت فدرال گرنت از سوی برنامه بهسازی فرودگاه‌ها می‌باشند.[۱]

## منبع
1. 1 2   FAA Website - NPIAS Information